# Newcastle (Australië)
Newcastle, New South Wales, Australië, is een industriestad 167 km ten noorden van Sydney aan de monding van de rivier de Hunter. De stad telde 348.539 inwoners bij de volkstelling van 2021, waarmee het de 8e stad van het land was. Net als de bij de Britse naamgenoot noemen de inwoners van Newcastle zichzelf "Novocastrians".

## Geschiedenis
Een van de eerste Europeanen die deze regio onderzocht was luitenant John Shortland in 1797. En in 1798 werd steenkool uit deze regio het eerste exportproduct van de kolonie. Een eerste nederzetting (Coal River genaamd) haalde het niet, maar de huidige stad werd gevormd in 1804, en werd na korte tijd King's Town te heten omgedoopt naar Newcastle. De stad diende eerst als strafkamp, met agricultuur als enige economische activiteit, maar aan het kamp kwam in 1823 een einde.
Het mijnen van kool begon echt op gang te komen in de jaren 1830-1840. In 1890 werd er een zink-smelter gebouwd bij Cockle Creek en in 1915 werd de BHP staalfabriek geopend. Vanaf die tijd wordt de industrie rondom Newcastle gedomineerd door zware industrie en steenkoolmijnen. De staalfabriek sloot in 1999 en in 2006 sloot ook de Sulphide Corporation zijn deuren. De periode van de zware industrie liep te einde, maar de havenactiviteiten groeiden.
De haven van Newcastle ligt aan de monding van de Hunter. Vanaf 1859 wordt er al gebaggerd om de vaarwegen open te houden en om de oevers geschikt te maken voor de over- en opslag van goederen. Het is een van de grootste havens van het land, in 2023 werd er 148 miljoen ton vracht geladen, hiervan was 94% steenkool. De grootste exportmarkten zijn Japan, de Volksrepubliek China en Taiwan, deze drie tezamen ontvangen iets meer dan 80% van al het steenkool dat via de haven wordt geëxporteerd. Er werd iets meer dan vijf miljoen ton lading gelost. Er bezochten 2149 schepen de haven, waarvan 10 cruiseschepen en 510 schepen met een andere vracht dan steenkool. Het beheer van de haven is in handen van de Port of Newcastle (PON), deze kreeg op 31 mei 2014 het recht om de haven voor 98 jaar te exploiteren.
Op 24 november 2024 werd de haven tijdelijk geblokkeerd door actievoerders met kleine bootjes. Het was een actie van Rising Tide, dat zo protesteerde tegen het gebruik van fossiele brandstoffen in de grootste kolenhaven van Australië. De politie arresteerde 138 mensen.
In 1989 kwamen er door een aardbeving (5,5 op de schaal van Richter) 13 mensen om het leven en raakten er 160 gewond. Ongeveer 50.000 gebouwen raakten beschadigd.
De stad heeft een universiteit, de University of Newcastle; deze maakte eerst deel uit van de University of New South Wales.
Newcastle heeft een bloeiende sportcultuur; deze draait voornamelijk om de Newcastle Knights, dat Rugby League speelt, maar ook andere sporten zijn populair. Ook wordt er een jaarlijks surfwedstrijd gehouden, Surfest.

## Geboren in Newcastle
- Sarah Wynter (1973), actrice
- Clayton Zane (1977), voetballer
- Suzy Batkovic (1980), basketbalspeelster
- Oenone Wood (1980), wielrenster
- Jason Rees (1984), honkballer
- Nathan Outteridge (1986), zeiler
- Angie Bainbridge (1989), zwemster
- Thomas Fraser-Holmes (1991), zwemmer
- Emily van Egmond (1993), voetbalster
- Kailani Craine (1998), kunstschaatsster
- Lucie Fityus (2000), wielrenster